# Бјуна Виста (Вирџинија)
Бјуна Виста (енгл. Buena Vista) град је у америчкој савезној држави Вирџинија. По попису становништва из 2010. у њему је живело 6.650 становника.

## Демографија
Према попису становништва из 2010. у граду је живело 6.650 становника, што је 301 (4,7%) становника више него 2000. године.
|                   | 2010.          | 2000.          |
| Укупно            | 6 650 (100,0%) | 6 349 (100,0%) |
| Белци             | 5 982 (89,95%) | 5 889 (92,75%) |
| Остали            | 499 (7,504%)   | 64 (1,008%)    |
| Хиспаноамериканци | 103 (1,549%)   | 64 (1,008%)    |
| Афроамериканци    | 37 (0,556%)    | 305 (4,804%)   |
| Азијати           | 29 (0,436%)    | 27 (0,425%)    |